# Slania / Evocation I - The Arcane Metal Hammer Edition
 (septembre 2021).
Si vous disposez d'ouvrages ou d'articles de référence ou si vous connaissez des sites web de qualité traitant du thème abordé ici, merci de compléter l'article en donnant les références utiles à sa vérifiabilité et en les liant à la section « Notes et références ».
Albums de Eluveitie
Evocation I - The Arcane Dominion
(2009) Everything Remains As It Never Was
(2010)
Slania / Evocation I - The Arcane Metal Hammer Edition est une compilation rassemblant 13 succès du groupe de folk metal suisse Eluveitie publiés entre 2008 et 2009.

## Histoire
L'album est sorti en Allemagne le 15 avril 2009 via Nuclear Blast comme bonus de l'édition de mai du magazine Metal Hammer et est seulement disponible avec celui-ci, il n'y a pas de sortie en magasins prévue.

## Liste des titres
| No  | Titre                        | Durée |
| --- | ---------------------------- | ----- |
| 1.  | The Arcane Dominion          | 5:41  |
| 2.  | Gray Sublime Archon          | 4:21  |
| 3.  | Brictom                      | 4:22  |
| 4.  | Inis Mona (Incl. Live Intro) | 4:42  |
| 5.  | Memento                      | 3:19  |
| 6.  | Bloodstained Ground          | 3:21  |
| 7.  | Within the Grove             | 1:52  |
| 8.  | The Cauldron of Renascence   | 2:03  |
| 9.  | The Somber Lay               | 3:59  |
| 10. | Omnos                        | 3:48  |
| 11. | Slania's Song                | 5:41  |
| 12. | Voveso In Mori               | 4:07  |
| 13. | Slania (Folk Medley)         | 1:52  |